# Freiburg-Madison-Gesellschaft
Die Freiburg-Madison-Gesellschaft ist ein Verein zur Förderung der Städtepartnerschaft zwischen Madison, der Hauptstadt des US-Bundesstaates Wisconsin, und Freiburg im Breisgau. Die FMG wurde 1989, ein Jahr nach der Unterzeichnung des Städtepartnerschaftsvertrages, gegründet.

## Geschichte
In der Folge des NATO-Doppelbeschlusses im Dezember 1979 kam Mitte der 80er Jahre im Freiburger Gemeinderat der Wunsch auf, eine Partnerschaft mit einer amerikanischen und mit einer Stadt in der Sowjetunion abzuschließen. Der Vorschlag einer amerikanischen Städtepartnerschaft fiel in Freiburg sofort auf fruchtbaren Boden, denn das 1952 gegründete Amerikahaus – seit 1969 unter dem neuen Namen „Carl-Schurz-Haus“ geführt – war und ist mit seinen zahlreichen Veranstaltungen und seiner umfangreichen Bibliothek bei den Freiburger Bürgern beliebt.
Die Wahl der amerikanischen Partnerstadt fiel auf die Hauptstadt des Bundesstaates Wisconsin, Madison, hatte doch die Universität Freiburg bereits seit 1961 einen Studentenaustausch mit der University of Wisconsin–Madison, das „Junior Year Abroad“, das später in „Academic Year in Freiburg“ umbenannt wurde.
Freiburgs Oberbürgermeister Rolf Böhme reiste im November 1986 zur Kontaktaufnahme nach Madison. Beide Städte haben viele Gemeinsamkeiten, sind etwa gleich groß und vor allem durch ihre Universitäten stark geprägt. Der Anteil der deutschstämmigen Bevölkerung ist in Madison hoch, denn viele Deutsche gingen als Folge der gescheiterten Revolution 1848 nach Wisconsin.
Nach dem Besuch des Bürgermeisters von Madison, Joseph Sensenbrenner, in Freiburg im Juni 1987 wurde die Partnerschaftsurkunde bei einem Gegenbesuch einer Freiburger Delegation im Mai 1988 in Madison unterzeichnet. Die Silhouetten der Kuppel des Madison State Capitols, auf einer Landenge zwischen den Seen Lake Monona und Lake Mendota gelegen und der Turm des Freiburger Münsters sind Teil des Logos der Freiburg-Madison-Gesellschaft, die im Jahre 1989 gegründet wurde.

## Aufgaben
Es ist das besondere Ziel der Freiburg-Madison-Gesellschaft, Begegnungen zwischen den Bürgern beider Städte zu ermöglichen, um so das Verstehen der jeweils anderen Lebensart zu erleichtern und die Völkerverständigung zu fördern. Als gemeinnütziger Verein steht die FMG allen Bürgern offen, die den Austausch zwischen beiden Städten befürworten und unterstützen. Bei der Aufnahme von direkten Kontakten und bei der Festigung der Bindung zwischen beiden Städten, arbeitet die FMG Hand in Hand mit ihrem Spiegelgremium, dem Madison Freiburg Sister City Committee (MFSCC) zusammen. Madison und Freiburg sind Universitätsstädte. Deshalb zählt die Förderung des Schüler- und Studentenaustauschs zu den wichtigsten Aufgaben der FMG. Zusammen mit dem MFSCC ermöglicht die FMG Jugendlichen ein Auslandsschuljahr, vermittelt Praktika oder hilft den Studenten bei ihrem Austausch. Dabei arbeitet die FMG mit dem Academic Year in Freiburg (AYF) und dem Carl-Schurz-Haus (CSH) eng zusammen.
Zum Programm der FMG gehören Begegnungen, Wanderungen und kulturelle Führungen für amerikanische Studenten, Vorträge und ein monatlicher Stammtisch mit deutsch-amerikanischen Themen aus Literatur, Wirtschaft und Politik. Darüber hinaus bietet die FMG allen Freiburger Bürgern die Möglichkeit, in geselliger Runde ihre Kenntnisse über  amerikanische Literatur, Wirtschaft, Politik und Bräuche (Halloween, Thanksgiving) zu vertiefen und US-Bürgern die Gelegenheit, sich mit ihrer deutschen Umgebung bekannt zu machen.